# 戸田盛和
戸田 盛和（とだ もりかず、1917年10月20日 – 2010年11月6日）は、日本の物理学者。 専門は、統計力学・凝縮系物理学・数理物理学・可積分系。特に戸田が導入した格子模型は完全可積分系の典型として有名で、「戸田格子」の名を得ている。東京教育大学名誉教授。

## 来歴
東京府生まれ。旧制武蔵高等学校を経て、1940年に東京帝国大学理学部物理学科を卒業、京城帝国大学、旧制東京文理科大学で助教授を務めたのち、1951年に東京文理科大学教授に昇格した。そして東京教育大学（東京文理科大学の後身）を定年前に退職したのち、千葉大学、横浜国立大学、放送大学の教授を歴任した。

## 業績
まず東京大学の卒業研究として液体の構造を研究し、その成果を後に「液体構造論」（共立出版、1947年）、「液体理論」（河出書房、1947年）として出版した。これはその頃もっとも網羅的でかつ纏まった液体の記述であり、第1回毎日出版文化賞を受賞した。
1965年頃から1次元非線形格子の研究を始め、1967年にはのちに戸田格子（Toda lattice）と呼ばれるようになる指数関数型ポテンシャルをもつ格子を導入し、非線形力学に典型的なソリトン概念の確立に大きく貢献した。この業績に対し、1981年には藤原賞を、2000年には日本学士院賞を受賞した。
研究はこれらの他にも、量子固体、溶液論、量子液体、量子統計、ランダムウォークなど広範囲にわたっている。
またその他にもひろく日常の物理現象に興味をもち、金平糖の作成やおもちゃの物理についての文章はまとめて『戸田盛和エッセイ集(1) おもちゃと金平糖』（岩波書店、2000年）に収録されている。

## 著作物

### 著書など
- 液体構造論 / 戸田盛和著　-- 共立出版, 1947
- 液体の理論 / 戸田盛和著. -- 河出書房, 1947
- 液體論 / 戸田盛和[著]. -- 岩波書店, 1955. -- (岩波講座現代物理學 ; II.C)
- 液体論 / 戸田盛和 [著]. -- 第2版. -- 岩波書店, 1959. -- (岩波講座現代物理学 ; II.C)
- 物理学ハンドブック / 戸田盛和, 宮島龍興編. -- 朝倉書店, 1963；　第2版 1992
- 物性物理学 / 戸田盛和, 小口武彦, 高野文彦著. -- 朝倉書店, 1964
- 統計物理学 / 戸田盛和, 久保亮五編. -- 岩波書店, 1972. -- 第2版 1978.- (岩波講座現代物理学の基礎 ; 6)
- 統計物理学の周辺 / 戸田盛和, 小暮陽三著. -- 河出書房新社, 1972. -- (科学選書)
- 新しい物質観 / 日本物理学会編. -- 丸善, 1975
- 液体の構造と性質 / 戸田盛和 ほか 著. -- 岩波書店, 1976
- 物理入門コース / 戸田盛和, 中嶋貞雄編. -- 岩波書店, 1982
- 物理入門コース/演習 / 戸田盛和, 中嶋貞雄編. -- 岩波書店
- 非線形力学 / 戸田盛和,渡辺慎介共著. -- 共立出版, 1984. -- (共立物理学講座 ; 6)
- 物理ブックガイド100 / 戸田盛和, 木名瀬亘, 江沢洋監修. -- 培風館, 1984
- 行列と1次変換 / 戸田盛和, 浅野功義著. -- 岩波書店, 1989. -- (理工系の数学入門コース ; 2)
- 例解力学演習 / 戸田盛和, 渡辺慎介著. -- 岩波書店, 1990. -- (物理入門コース/演習 / 戸田盛和, 中嶋貞雄編 ; 1)
- 例解熱・統計力学演習 / 戸田盛和, 市村純著. -- 岩波書店, 1991. -- (物理入門コース/演習 / 戸田盛和, 中嶋貞雄編 ; 4)
- マクスウェルの魔 / 戸田盛和著. -- 岩波書店, 1997. -- (物理読本 ; 1)
- ミクロへ，さらにミクロへ / 戸田盛和著. -- 岩波書店, 1998. -- (物理読本 ; 2)
- 時間，空間，そして宇宙 / 戸田盛和著. -- 岩波書店, 1998. -- (物理読本 ; 3)
- ベクトル解析演習 / 戸田盛和, 渡辺慎介著. -- 岩波書店, 1999. -- (理工系の数学入門コース/演習 ; 3)
- ソリトン，カオス，フラクタル / 戸田盛和著. -- 岩波書店, 1999. -- (物理読本 ; 4)
- 現代物理学の創造 : 仁科記念講演録集 / 仁科記念財団編 ; 1, 2, 3. -- シュプリンガー・ジャパン, 2006

### 訳書
- アインシュタインの遺産 : 時空統一への挑戦 = Einstein's legacy / ジュリアン・シュウィンガー著 ; 戸田盛和, 米山徹訳. -- 日経サイエンス社, 1991
- 宇宙における時間と空間 / P.C.W.デイヴィス著 ; 戸田盛和, 田中裕訳. -- 岩波書店, 1980. -- (岩波現代選書 ; NS 519)
- 運動の科学 / R.A.R.トリッカー, B.J.K. トリッカー著 ; 戸田盛和, 小寺武康訳 ; 1, 2. -- みすず書房, 1970. -- (みすず科学ライブラリー ; 17-18)
- 原子物理学 / J.C.Willmott著 ; 戸田盛和〔ほか〕訳 ; 1, 2. -- 共立出版, 1978. -- (マンチェスター物理学シリーズ)
- 光学 / F.G.Smith, J.H.Thomson著 ; 戸田盛和, 坂柳義巳訳 ; 1, 2. -- 共立出版, 1975. -- (マンチェスター物理学シリーズ)
- 時間の物理学 : その非対称性 / P. C. W. デイビス著 ; 戸田盛和, 田中裕共訳. -- 培風館, 1979
- ハテ・なぜだろうの物理学 / J.ウォーカー著 ; 戸田盛和, 田中裕共訳 ; 1, 2, 3. -- 培風館, 1979
- ファインマン流物理がわかるコツ / ファインマン, ゴットリーブ, レイトン著 ; 戸田盛和, 川島協訳. -- 岩波書店, 2007
- 水の伝記 : 水にまつわる科学の話 / K.S.デイヴィス, J.A.デイ著 ; 戸田盛和, 小暮陽三訳. -- 河出書房新社, 1969. 新装版 1977 -- (現代の科学 ; 20)
- 力学 : 新しい視点にたって / V. D. バージャー, M. G. オルソン共著 ; 戸田盛和, 田上由紀子共訳. -- 培風館, 1975

### 理科教科書
- たのしいりか / 戸田盛和 [ほか] 著 ; 1ねん - 6年下. -- 新版, [見本版]. -- 大日本図書, 1985
- たのしいりか / 戸田盛和 [ほか] 著 ; 2年 - 6年下. -- 新訂, [見本版]. -- 大日本図書, 1988
- たのしい理科 / 戸田盛和 [ほか] 著 ; 3 - 6下. -- [見本版]. -- 大日本図書, 2001
- たのしい理科 / 戸田盛和, 有馬朗人 [ほか] 著 ; 3 - 6下. -- 新版. -- 大日本図書, 2005
- 高校新理科I / 戸田盛和[ほか]著. -- 大日本図書, 1988
- 中学校理科 : 1分野 : 教師用指導書 / 戸田盛和 [ほか] 著 ; 上, 下. -- 大日本図書, 1993
- 新版中学校理科 / 戸田盛和 [ほか] 著 ; 1分野上 - 2分野下. -- 大日本図書, 1998
- 中学校理科 : 1分野 / 戸田盛和 [ほか] 著 ; 上, 下. -- 新版. -- 大日本図書, 1997
- 中学校理科 : 1分野 / 戸田盛和 [ほか] 著 ; 上, 下. -- 大日本図書, 2002
- 中学校理科 : 1分野 / 戸田盛和 [ほか] 著 ; 上, 下. -- 大日本図書, 1993
- 中学校理科 : 1分野 / 戸田盛和 [ほか] 著 ; 上, 下. -- 新訂. -- 大日本図書, 1990
- 中学校理科 : 1分野 / 戸田盛和 [ほか] 著 ; 上, 下. -- 新版. -- 大日本図書, 1987
- 中学校理科 : 1分野 / 戸田盛和 [ほか] 著 ; 上, 下. -- 新版. -- 大日本図書, 2006
- 中学校理科 : 1分野 / 戸田盛和 [ほか] 著 ; 上, 下. -- 新版, [見本版]. -- 大日本図書, 2005
- 中学校理科 : 1分野 / 戸田盛和 [ほか] 著 ; 上, 下. -- 新版, [見本版]. -- 大日本図書, 1997
- 中学校理科 : 1分野 / 戸田盛和 [ほか] 著 ; 上, 下. -- 新版, [見本版]. -- 大日本図書, 1996
- 中学校理科 : 1分野 : 教師用指導書 / 戸田盛和[ほか]著 ; 上, 下. -- 新版. -- 大日本図書, 1997
- 中学校理科 : 2分野 / 戸田盛和 [ほか] 著 ; 上, 下. -- 新版. -- 大日本図書, 1997
- 中学校理科 : 2分野 / 戸田盛和 [ほか] 著 ; 上, 下. -- 大日本図書, 1993
- 中学校理科 : 2分野 / 戸田盛和 [ほか] 著 ; 上, 下. -- 新訂. -- 大日本図書, 1990
- 中学校理科 : 2分野 / 戸田盛和 [ほか] 著 ; 上, 下. -- 大日本図書, 2002
- 中学校理科 : 2分野 / 戸田盛和 [ほか] 著 ; 上, 下. -- 新版. -- 大日本図書, 1987
- 中学校理科 : 2分野 / 戸田盛和 [ほか] 著 ; 上, 下. -- 新版. -- 大日本図書, 2006
- 中学校理科 : 2分野 / 戸田盛和 [ほか] 著 ; 上, 下. -- 新版, [見本版]. -- 大日本図書, 2005
- 中学校理科 : 2分野 / 戸田盛和 [ほか] 著 ; 上, 下. -- 新版, [見本版]. -- 大日本図書, 1997
- 中学校理科 : 2分野 / 戸田盛和 [ほか] 著 ; 上, 下. -- 新版, [見本版]. -- 大日本図書, 1996
- 物理 / 戸田盛和 [ほか] 著 ; 1. -- 大日本図書, 1973
- 物理 / 戸田盛和 [ほか] 著 ; 2. -- 大日本図書, 1974
- 物理 : 教授資料 / 戸田盛和 [ほか] 著 ; 1. -- 新版. -- 大日本図書, 1979
- 物理 : 教授資料 / 戸田盛和 [ほか] 著 ; 2. -- 新版. -- 大日本図書, 1980
- 理科I / 戸田盛和 [ほか] 著. -- [見本版]. -- 大日本図書, 1981

### 数理解析研究所講究録
- Development of soliton theory. -- 京都大学数理解析研究所, 1985. -- (数理解析研究所講究録 ; 554)
- Hirota's method in soliton theory. -- 京都大学数理解析研究所, 1989. -- (数理解析研究所講究録 ; 684)
- Non-linear waves : classical theory and quantum theory. -- 京都大学数理解析研究所, 1981. -- (数理解析研究所講究録 ; 414)
- Toda lattice and the related topics. -- 京都大学数理解析研究所, 1988.-- (数理解析研究所講究録 ; 650)
- 線型微分方程式の変形理論とアーベル函数論の拡張への新しい視点. -- 京都大学数理解析研究所, 1980. -- (数理解析研究所講究録 ; 388)
- ソリトンの研究. -- 京都大学数理解析研究所, 1975. -- (数理解析研究所講究録 ; 255)
- ソリトンの研究. -- 京都大学数理解析研究所, 1971. -- (数理解析研究所講究録 ; 125)
- ソリトンの研究会報告集. -- 京都大学数理解析研究所, 1970. -- (数理解析研究所講究録 ; 83)
- 統計力学とエルゴード理論研究会報告集. -- 京都大学数理解析研究所, 1968. -- (数理解析研究所講究録 ; 56)
- 統計流体力学における近似解法の研究会報告集. -- 京都大学数理解析研究所, 1970. -- (数理解析研究所講究録 ; 80)
- 非線形波動の数理. -- 京都大学数理解析研究所, 1978. -- (数理解析研究所講究録 ; 332)
- 流体力学における非線型問題. -- 京都大学数理解析研究所, 1973. -- (数理解析研究所講究録 ; 185)
- 流体力学における非線型問題. -- 京都大学数理解析研究所, 1973. -- (数理解析研究所講究録 ; 171)